# Valle de Lierp
Valle de Lierp (aragónul: Vall de Lierp, {katalánul: La Vall de Lierp) község Spanyolországban, Huesca tartományban. Valle de Lierp Torre la Ribera, Isábena, Foradada del Toscar és Valle de Bardají községekkel határos. Lakosainak száma 58 fő (2024).

## Népesség
A település népessége az utóbbi években az alábbiak szerint változott:
| Lakosok száma | 55   | 49   | 47   | 42   | 64   | 58   | 48   | 39   | 53   | 58   |
|               | 2001 | 2004 | 2007 | 2009 | 2012 | 2014 | 2017 | 2019 | 2022 | 2024 |